# 河原四郎
河原 四郎（かわはら しろう、1930年1月31日 - 2017年5月6日）は、日本の実業家。元大同生命保険代表取締役社長。元立命館大学校友会会長。

## 人物・経歴
大阪府出身。1956年立命館大学経済学部卒業、大同生命保険入社。1973年東京支社長。1982年常務取締役。1985年専務取締役。1988年代表取締役副社長。1990年代表取締役社長。1994年代表取締役会長。1995年藍綬褒章受章。1996年立命館大学校友会会長。1998年相談役。2001年勲三等瑞宝章受章。2017年肺炎のため死去。